# Campeonato Mundial de Atletismo Sub-20 de 2022 - 200 m feminino
A prova dos 200 metros feminino do Campeonato Mundial de Atletismo Sub-20 de 2022 ocorreu ente os dias 4 e 5 de agosto de 2022, no Estádio Olímpico Pascual Guerrero, em Cali, na Colômbia.

## Recordes
Antes desta competição, os recordes mundiais e do campeonato nesta prova eram os seguintes:
|       | Nome            | Nacionalidade | Tempo | Local    | Data                 |
| ----- | --------------- | ------------- | ----- | -------- | -------------------- |
| WU20R | Christine Mboma | Namíbia       | 21.81 | Tóquio   | 3 de agosto de 2021  |
| CR    | Christine Mboma | Namíbia       | 21.84 | Nairóbi  | 21 de agosto de 2021 |
| WU20L | Christine Mboma | Namíbia       | 21.87 | Gaborone | 30 de abril de 2022  |

## Medalhistas
| Ouro                 | Prata               | Bronze           |
| Brianna Lyston (JAM) | Jayla Jamison (USA) | Alana Reid (JAM) |

## Cronograma
Todos os horários são locais (UTC-5).
| Data        | Hora  | Evento    |
| ----------- | ----- | --------- |
| 4 de agosto | 08:50 | Bateria   |
| 4 de agosto | 13:15 | Semifinal |
| 5 de agosto | 14:35 | Final     |

## Resultados

### Bateria
Qualificação: Os 3 primeiros de cada bateria (Q) e os 6 tempos mais rápidos (q).
| Posição | Bateria | Raia | Atleta                      | Nacionalidade            | Tempo        | Notas                |
| ------- | ------- | ---- | --------------------------- | ------------------------ | ------------ | -------------------- |
| 1       | 5       | 3    | Mia Brahe-Pedersen          | Estados Unidos           | 23.25        | Q                    |
| 2       | 4       | 6    | Jayla Jamison               | Estados Unidos           | 23.36        | Q                    |
| 3       | 5       | 1    | Sophie Walton               | Reino Unido              | 23.40        | Q,                   |
| 4       | 1       | 5    | Polyniki Emmanouilidou      | Grécia                   | 23.43        | Q                    |
| 5       | 6       | 2    | Yarima Garcia               | Cuba                     | 23.46 [.453] | Q,                   |
| 6       | 6       | 7    | Serena Kouassi              | França                   | 23.46 [.457] | Q                    |
| 7       | 3       | 6    | Alana Reid                  | Jamaica                  | 23.47        | Q                    |
| 8       | 1       | 8    | Viwe Jingqi                 | África do Sul            | 23.54        | Q                    |
| 9       | 1       | 1    | Adetutu Funmilayo Aladeloye | Nigéria                  | 23.56 [.555] | Q,                   |
| 10      | 2       | 6    | Brianna Lyston              | Jamaica                  | 23.56 [.560] | Q                    |
| 11      | 6       | 3    | Success Eduan               | Reino Unido              | 23.58        | Q                    |
| 12      | 1       | 3    | Shaniqua Bascombe           | Trinidad e Tobago        | 23.63        | q,                   |
| 13      | 6       | 1    | Emily Martin                | Canadá                   | 23.67        | q,                   |
| 14      | 5       | 7    | Brynley McDermott           | Canadá                   | 23.74        | Q,                   |
| 15      | 4       | 7    | Lirangi Alonzo Tejada       | República Dominicana     | 23.76        | Q,                   |
| 16      | 6       | 8    | Obi Jennifer Chukwuka       | Nigéria                  | 23.77        | q,                   |
| 17      | 3       | 2    | Magdalena Niemczyk          | Polónia                  | 23.78        | Q                    |
| 18      | 4       | 3    | Nora Lindahl                | Suécia                   | 23.80        | Q,                   |
| 19      | 4       | 1    | Maren Bakke Amundsen        | Noruega                  | 23.84        | q                    |
| 20      | 4       | 8    | Vanessa Baldé               | Alemanha                 | 23.88        | q,                   |
| 21      | 2       | 4    | Elvira Tanderud             | Suécia                   | 23.89 [.884] | Q                    |
| 22      | 3       | 8    | Anna Pursiainen             | Finlândia                | 23.89 [.886] | Q                    |
| 23      | 5       | 5    | Olivia Rose Inkster         | Austrália                | 23.90        | q,                   |
| 24      | 2       | 8    | Mariandreé Chacón           | Guatemala                | 23.91        | Q, NU20R             |
| 25      | 2       | 5    | Paige Archer                | Bahamas                  | 23.92        | Recorde pessoal      |
| 26      | 6       | 4    | Maria Valeria Bisericescu   | Roménia                  | 23.95        | Recorde pessoal      |
| 27      | 5       | 2    | Ilenia Angelini             | Itália                   | 24.00        |                      |
| 28      | 3       | 3    | Marta Amouhin Amani         | Itália                   | 24.01        | Recorde pessoal      |
| 29      | 3       | 7    | Leonor Ferreira             | Portugal                 | 24.02 [.013] | Recorde pessoal      |
| 30      | 2       | 7    | Nele Jaworski               | Alemanha                 | 24.02 [.018] |                      |
| 31      | 6       | 5    | Selina Furler               | Suíça                    | 24.03        | Recorde pessoal      |
| 32      | 3       | 4    | Georgia Harris              | Austrália                | 24.06        |                      |
| 33      | 1       | 4    | Lucy-May Sleeman            | Irlanda                  | 24.08        |                      |
| 34      | 3       | 5    | Kayla La Grange             | África do Sul            | 24.11        |                      |
| 35      | 4       | 2    | Melany Bolaño Cassiani      | Colômbia                 | 24.16        |                      |
| 36      | 2       | 2    | Maria Mihalache             | Roménia                  | 24.21        | Recorde da temporada |
| 37      | 6       | 6    | Montserrat Rodríguez        | México                   | 24.26        | Recorde pessoal      |
| 38      | 5       | 6    | Ana Rus                     | Eslovênia                | 24.39        |                      |
| 39      | 1       | 6    | Maïwenn L'Heveder           | França                   | 24.40        |                      |
| 40      | 4       | 4    | Lacarthea Cooper            | Bahamas                  | 24.44        |                      |
| 41      | 1       | 7    | Itzia Mejia                 | México                   | 24.50        |                      |
| 42      | 3       | 1    | María Ignacia Aspillaga     | Chile                    | 24.56        |                      |
| 43      | 5       | 4    | Gladymar Torres             | Porto Rico               | 24.58        |                      |
| 44      | 5       | 8    | Manon Berclaz               | Suíça                    | 24.74        |                      |
| 45      | 1       | 2    | Sudeshna Shivankar          | Índia                    | 25.08        |                      |
| 46      | 2       | 3    | Alianni Rosario Arrindel    | República Dominicana     | 31.93        |                      |
| 47      | 4       | 5    | Akrisa Eristee              | Ilhas Virgens Britânicas | DNS          | DNS                  |

### Semifinal
Qualificação: Os 2 primeiros de cada bateria (Q) e os 2 tempos mais rápidos (q).
| Posição | Bateria | Raia | Atleta                      | Nacionalidade        | Tempo        | Notas                |
| ------- | ------- | ---- | --------------------------- | -------------------- | ------------ | -------------------- |
| 1       | 2       | 4    | Brianna Lyston              | Jamaica              | 22.83        | Q                    |
| 2       | 2       | 6    | Mia Brahe-Pedersen          | Estados Unidos       | 22.95        | Q,                   |
| 3       | 3       | 5    | Jayla Jamison               | Estados Unidos       | 23.01        | Q                    |
| 4       | 1       | 6    | Viwe Jingqi                 | África do Sul        | 23.12        | Q                    |
| 5       | 3       | 6    | Alana Reid                  | Jamaica              | 23.16        | Q,                   |
| 6       | 1       | 4    | Polyniki Emmanouilidou      | Grécia               | 23.20        | Q, NU20R             |
| 7       | 2       | 3    | Sophie Walton               | Reino Unido          | 23.24        | q,                   |
| 8       | 1       | 5    | Yarima Garcia               | Cuba                 | 23.40        | q,                   |
| 9       | 2       | 5    | Elvira Tanderud             | Suécia               | 23.44        | Recorde da temporada |
| 10      | 3       | 3    | Serena Kouassi              | França               | 23.45        |                      |
| 11      | 1       | 2    | Maren Bakke Amundsen        | Noruega              | 23.47        | Recorde pessoal      |
| 12      | 3       | 8    | Success Eduan               | Reino Unido          | 23.56        |                      |
| 13      | 1       | 3    | Lirangi Alonzo Tejada       | República Dominicana | 23.59 [.589] | Recorde pessoal      |
| 14      | 3       | 4    | Magdalena Niemczyk          | Polónia              | 23.59 [.590] |                      |
| 15      | 1       | 7    | Brynley McDermott           | Canadá               | 23.63        | Recorde pessoal      |
| 16      | 1       | 8    | Nora Lindahl                | Suécia               | 23.74        | Recorde pessoal      |
| 17      | 3       | 1    | Emily Martin                | Canadá               | 23.79        |                      |
| 18      | 2       | 1    | Shaniqua Bascombe           | Trinidad e Tobago    | 23.82        |                      |
| 19      | 3       | 2    | Vanessa Baldé               | Alemanha             | 23.85        | Recorde pessoal      |
| 20      | 2       | 8    | Adetutu Funmilayo Aladeloye | Nigéria              | 23.89        |                      |
| 21      | 2       | 7    | Mariandreé Chacón           | Guatemala            | 23.97 [.964] |                      |
| 22      | 2       | 2    | Olivia Rose Inkster         | Austrália            | 23.97 [.969] |                      |
| 23      | 3       | 7    | Anna Pursiainen             | Finlândia            | 24.02        |                      |
| 24      | 1       | 1    | Obi Jennifer Chukwuka       | Nigéria              | DNS          | DNS                  |

### Final
A prova final foi realizada no dia 5 de agosto às 14:35. 
| Posição           | Raia | Atleta                 | Nacionalidade  | Tempo | Notas           |
| ----------------- | ---- | ---------------------- | -------------- | ----- | --------------- |
| Medalha de ouro   | 5    | Brianna Lyston         | Jamaica        | 22.65 |                 |
| Medalha de prata  | 6    | Jayla Jamison          | Estados Unidos | 22.77 | Recorde pessoal |
| Medalha de bronze | 8    | Alana Reid             | Jamaica        | 22.95 | Recorde pessoal |
| 4                 | 3    | Mia Brahe-Pedersen     | Estados Unidos | 23.06 |                 |
| 5                 | 7    | Polyniki Emmanouilidou | Grécia         | 23.42 |                 |
| 6                 | 1    | Sophie Walton          | Reino Unido    | 23.43 |                 |
| 7                 | 2    | Yarima Garcia          | Cuba           | 23.46 |                 |
| 8                 | 4    | Viwe Jingqi            | África do Sul  | DNF   | DNF             |

Legenda
| Recorde mundial       | Recorde mundial (World record)               |                       | Recorde africano                      | Recorde africano (African) |                                           | Q | Classificado por posição (Qualified) |
| Recorde do campeonato | Recorde do campeonato (Championship record)  | Recorde da América    | Recorde da América (Americas)         | q                          | Classificado por melhor tempo (Qualified) |   |                                      |
| Melhor marca do ano   | Melhor marca do ano (World leading)          | Recorde asiático      | Recorde asiático (Asian)              | DNS                        | Não largou (Did not start)                |   |                                      |
| Recorde nacional      | Recorde nacional (National record)           | Recorde europeu       | Recorde europeu (European)            | DNF                        | Não terminou (Did not finish)             |   |                                      |
| Recorde pessoal       | Recorde pessoal do atleta (Personal best)    | Recorde da Oceania    | Recorde da Oceania (Oceania)          | DSQ / DQ                   | Desclassificado (Disqualified)            |   |                                      |
| Recorde da temporada  | Recorde da temporada do atleta (Season best) | Recorde sul-americano | Recorde sul-americano (South America) | NM                         | Sem marca (No mark)                       |   |                                      |